# Santa Monica degli Agostiniani
Santa Monica degli Agostiniani (Sveta Monika od Augustinaca) je augustinska naslovna crkva iz 20. stoljeća u središtu Rima, južno od Vatikana, posvećena svetoj Moniki.

## Povijest
Crkvu Santa Monica je projektirao Giuseppe Momo, a dovršena je 1941. godine. Služi augustincima koji rade u Međunarodnom kolegiju zajednice, kao i njihovoj Generalnoj kuriji.
Dana 30. rujna 2023. proglašena je naslovnom crkvom kojom će upravljati kardinal-đakon. Robert Prevost bio je kardinal-zaštitnik crkve sve do trenutka kada je izabran za papu Lava XIV. 2025. godine. Prevost je također bio zaređen za svećenika u ovoj crkvi 19. lipnja 1982. godine.

## Vanjske poveznice
Ostali projekti
|  | Zajednički poslužitelj ima još gradiva o temi Santa Monica degli Agostiniani |